# Travel + Leisure
Travel + Leisure je američki mjesečnik u vlasništvu tvrtke Time Inc. od 1. listopada 2013. Utemeljen 1937. godine u New Yorku, gdje se i danas nalazi njegovo sjedište. Glavni konkurenti časopisa su Condé Nast Traveler i National Geographic Traveler.

## Međunarodna izdanja
Trenutna i prijašnja međunarodna izdanja:
- Travel + Leisure Australia / New Zealand (listopada 2005. - prosinac 2009.)
- Travel + Leisure China[6] (listopad 2005. - )[7]
- Travel + Leisure Mexico[8] (listopad 2002. -)[9]
- Travel + Leisure Russia (rujan 2003. – 2007.)
- Travel + Leisure Turkey (travanj 2005. -)[10]
- Travel + Leisure Southeast Asia[11][12] (prosinca 2007. -)[13]
- Travel + Leisure South Asia (rujan 2006. - )[14]
- Travel + Leisure India (siječanj 2008. - )[15]
- Travel + Leisure Kerala (rujan 2006. - )[16]

## Vanjske poveznice

### Mrežna sjedišta
- (engl.) The Official Travel + Leisure
- (engl.) The Official Travel + Leisure Southeast Asia